# Karol Milik
Karol Milik (ur. 24 czerwca 1892 w Renardowicach, zm. 10 maja 1976 w Gorzowie Wielkopolskim) – polski duchowny katolicki, pierwszy polski administrator apostolski archidiecezji wrocławskiej (1945–1951).

## Życiorys
Uczęszczał do polskiego gimnazjum w Cieszynie, studiował teologię w Seminarium Duchownym w Widnawie, obronił doktorat praw na Uniwersytecie Jagiellońskim w 1928 r. Przyjął święcenia kapłańskie 26 lipca 1915 z rąk Adolfa Betrama (biskupa wrocławskiego). Był kapelanem wojskowym (doszedł do rangi majora). Po I wojnie światowej dyrektor Towarzystwa Czytelni Ludowych w Poznaniu, wsławił się wydaniem pocztówki z mapą II RP z przyłączonym do niej Wrocławiem i Szczecinem. W czasie okupacji hitlerowskiej m.in. z powodu widokówki poszukiwany przez gestapo. Działał w konspiracyjnej organizacji „Ojczyzna”. Brał udział w powstaniu warszawskim. Po upadku powstania został schwytany przez hitlerowców pod nazwiskiem swej matki jako Karol Borgieł. Uciekł z transportu.
Po wojnie został rektorem kościoła św. Jana Kantego w Poznaniu. 15 sierpnia 1945 r. prymas Polski, kardynał August Hlond mianował go administratorem apostolskim archidiecezji wrocławskiej. Objął obowiązki 1 września 1945 r. a 14 października 1945 r. odbył swój ingres do bazyliki w Trzebnicy (katedra wrocławska była wówczas w gruzach). Mając uprawnienia biskupa rezydencjalnego rozpoczął tworzenie polskiej administracji diecezji, erygował Wyższe Seminarium Duchowne we Wrocławiu oraz dwa Niższe Seminaria Duchowne: w Żaganiu i Wrocławiu, organizował działalność zakonów i zgromadzeń zakonnych, koordynował odbudowę ok. 200 obiektów sakralnych z katedrą wrocławską na czele, uregulował działalność duszpasterską oraz charytatywną, w 1949 wprowadził we wszystkich kościołach wieczystą adorację. 21 stycznia 1951 został odsunięty przez władze państwowe i internowany w Rywałdzie Królewskim, a jego następcą w randze wikariusza kapitulnego archidiecezji został ks. Kazimierz Lagosz.
Nosił tytuł protonotariusza apostolskiego (infułata). Został pochowany w katedrze we Wrocławiu w kaplicy św. Kazimierza (płd. nawa katedry) obok spoczywających w podziemiach kard. Bolesława Kominka i bpa Wincentego Urbana.

## Ordery i odznaczenia
- Krzyż Kawalerski Orderu Odrodzenia Polski (11 listopada 1936)[3]
- Srebrny Wawrzyn Akademicki (4 listopada 1937)[4]